# Costruzione dei sottoinsiemi
Nella teoria dei linguaggi formali, la costruzione dei sottoinsiemi o costruzione per sottoinsiemi o subset construction è la tecnica di costruzione dell'automa a stati finiti deterministico equivalente ad un automa a stati finiti non deterministico.

## Equivalenza tra automa deterministico e non deterministico
Dato un automa a stati finiti non deterministico
{\displaystyle NFA=\left\{Q_{N},\Sigma ,\delta _{N},q_{0},F_{N}\right\}},
è possibile determinare un automa a stati finiti deterministico equivalente
{\displaystyle DFA=\left\{Q_{D},\Sigma ,\delta _{D},\left\{q_{0}\right\},F_{D}\right\}},
tale che {\displaystyle L\left(NFA\right)=L\left(DFA\right)}.
L'insieme di stati diventa
{\displaystyle Q_{D}={\mathcal {P}}\left(Q_{N}\right)\Rightarrow \left|Q_{D}\right|=2^{\left|Q_{N}\right|}},
l'insieme degli stati finali
{\displaystyle F_{D}=\left\{s\in Q_{D}|s\cap F_{N}\neq \emptyset \right\}}
mentre la nuova funzione di transizione si calcola come:
{\displaystyle \delta _{D}\left(s,a\right)=\bigcup _{p\in s}\delta _{N}\left(p,a\right),\forall s\in Q_{D}}
dove la funzione {\displaystyle {\mathcal {P}}\left(\cdot \right)} indica l'insieme delle parti. È possibile dimostrare che l'automa deterministico così definito risulta essere equivalente all'automa non deterministico a partire dal quale è costruito. Entrambi gli automi riconoscono quindi lo stesso linguaggio.

## Algoritmo di costruzione per sottoinsiemi
L'algoritmo per la costruzione dell'automa equivalente discende direttamente dalla definizione dell'automa. La definizione della funzione di transizione {\displaystyle \delta } viene valutata per ogni elemento appartenente al dominio {\displaystyle Q_{D}}, ossia per tutti i possibili sottoinsiemi di {\displaystyle Q_{N}}.

## Lazy evaluation
È possibile che la costruzione dell'automa equivalente tramite l'algoritmo di costruzione per sottoinsiemi possa portare alla definizione di stati non accessibili, la cui presenza risulta ridondante e che porta ad un eccesso di calcolo che può essere ridotto. La lazy evaluation permette di evitare i calcoli necessari a definire gli stati che non sono raggiungibili dall'automa. Tale algoritmo viene definito induttivamente non prendendo in considerazione tutti gli elementi dell'insieme della parti.

Base: {\displaystyle \left\{q_{0}\right\}} è uno stato accessibile.

Ipotesi induttiva: {\displaystyle s} stato accessibile.

Passo induttivo: {\displaystyle \forall a\in \Sigma }, {\displaystyle \delta \left(s,a\right)} accessibile.

La lazy evaluation porta alla determinazione di tutti e soli gli stati accessibili. La definizione della funzione di transizione può essere quindi eseguita solo su tali stati.